# Michal Krajčík
Michal Krajčík (* 15. dubna 1987 Banská Bystrica, Slovensko) je slovenský reprezentant v orientačním běhu. Jeho největším úspěchem je 12. místo ze štafet na mistrovství světa 2006, konaného v dánském Aarhusu a páté místo z longu na mistrovství světa juniorů 2006 v litevském Druskininkai. V současnosti (2017) žije v Košicích a běhá za tamní klub Akademik TU. Ve Skandinávii reprezentuje švédský klub OK Orion. V roce 2014 Michal obsadil první místo ve slovenském celorepublikovém žebříčku.

## Sportovní kariéra

### Umístění na MS a ME
| Přehled úspěchů na Mistrovství světa | Přehled úspěchů na Mistrovství světa | Přehled úspěchů na Mistrovství světa | Přehled úspěchů na Mistrovství světa | Přehled úspěchů na Mistrovství světa | Přehled úspěchů na Mistrovství světa |
| Mistrovství světa                    | Sprint                               | Middle                               | Long                                 | Štafety                              |                                      |
| ------------------------------------ | ------------------------------------ | ------------------------------------ | ------------------------------------ | ------------------------------------ | ------------------------------------ |
| Aarhus 2006                          | Q                                    | Q                                    | Q                                    | 12. místo                            |                                      |
| Kyjev 2007                           | 31. místo                            | X                                    | 32. místo                            | X                                    |                                      |
| Olomouc 2008                         | 34. místo                            | X                                    | Q                                    | X                                    |                                      |
| Miskolc 2009                         | X                                    | Q                                    | Q                                    | 20. místo                            |                                      |
| Savoie 2011                          | 34. místo                            | X                                    | Q                                    | X                                    |                                      |
| Lausanne 2012                        | X                                    | 34. místo                            | X                                    | 14. místo                            |                                      |
| Vuokatti 2013                        | Q                                    | 35. místo                            | X                                    | X                                    |                                      |
| Trentino 2014                        | X                                    | 25. místo                            | 46. místo                            | X                                    |                                      |
| Inverness 2015                       | X                                    | 58. místo                            | 38. místo                            | 26. místo                            |                                      |
| Strömstad 2016                       | X                                    | 47. místo                            | 42. místo                            | X                                    |                                      |

| Přehled úspěchů na Mistrovství Evropy | Přehled úspěchů na Mistrovství Evropy | Přehled úspěchů na Mistrovství Evropy | Přehled úspěchů na Mistrovství Evropy | Přehled úspěchů na Mistrovství Evropy |
| Mistrovství Evropy                    | Sprint                                | Middle                                | Long                                  | Štafety                               |
| ------------------------------------- | ------------------------------------- | ------------------------------------- | ------------------------------------- | ------------------------------------- |
| Jeseník 2016                          | X                                     | Q                                     | Q                                     | 31. místo                             |

| Přehled úspěchů na Mistrovství světa juniorů | Přehled úspěchů na Mistrovství světa juniorů | Přehled úspěchů na Mistrovství světa juniorů | Přehled úspěchů na Mistrovství světa juniorů | Přehled úspěchů na Mistrovství světa juniorů |
| Mistrovství světa juniorů                    | Sprint                                       | Štafety                                      | Middle                                       | Long                                         |
| -------------------------------------------- | -------------------------------------------- | -------------------------------------------- | -------------------------------------------- | -------------------------------------------- |
| Gdynia 2004                                  | X                                            | X                                            | 34. místo                                    | X                                            |
| Tenero 2005                                  | X                                            | 14. místo                                    | 46. místo                                    | 6. místo                                     |
| Druskininkai 2006                            | 69. místo                                    | 22. místo                                    | 9. místo                                     | 5. místo                                     |
| Dubbo 2007                                   | 31. místo                                    | 21. místo                                    | 6. místo                                     | 24. místo                                    |

### Umístění na MČR
| Umístění na Mistrovství České republiky v orientačním běhu | Umístění na Mistrovství České republiky v orientačním běhu | Umístění na Mistrovství České republiky v orientačním běhu | Umístění na Mistrovství České republiky v orientačním běhu | Umístění na Mistrovství České republiky v orientačním běhu | Umístění na Mistrovství České republiky v orientačním běhu | Umístění na Mistrovství České republiky v orientačním běhu |
| Ročník                                                     | Kategorie                                                  | Klasická trať                                              | Krátká trať                                                | Sprint                                                     | Dlouhá trať                                                | Noční                                                      |
| ---------------------------------------------------------- | ---------------------------------------------------------- | ---------------------------------------------------------- | ---------------------------------------------------------- | ---------------------------------------------------------- | ---------------------------------------------------------- | ---------------------------------------------------------- |
| MČR 2005                                                   | H18 - starší dorostenci                                    |                                                            | 3. místo                                                   |                                                            |                                                            |                                                            |
| MČR 2010                                                   | H21 - muži                                                 |                                                            |                                                            | 17. místo                                                  |                                                            |                                                            |
| MČR 2011                                                   | H21 - muži                                                 |                                                            | 13. místo                                                  | 11. místo                                                  |                                                            |                                                            |
| MČR 2012                                                   | H21 - muži                                                 |                                                            | 4. místo                                                   |                                                            |                                                            |                                                            |
| MČR 2013                                                   | H21 - muži                                                 | 15. místo                                                  | 3. místo                                                   |                                                            |                                                            |                                                            |
| MČR 2014                                                   | H21 - muži                                                 |                                                            | 18. místo                                                  |                                                            |                                                            |                                                            |